# Аксайский сельский округ (Актюбинская область)
Аксайский сельский округ (каз. Ақсай ауылдық округі) — административно-территориальное образование в Темирском районе Актюбинской области.

## Населённые пункты
В состав Аксайского сельского округа входит 4 села: Аксай (1002 жителя), Шыгырлы (475 жителей), Ащысай (252 жителя), Бирлик (211 жителей).
Ранее в состав сельского округа входил ныне упразднённое село — Байганин.
В годы СССР на территорий сельского округа существовали сельсоветы Перелюбовский и Бородиновский.
В 2019 году в состав Аксайского сельского округа была включена территория упразднённого Шыгырлийского сельского округа.
В 2019 году из состава сельского округа исключена территория общей площадью 410,24 км² с целью образования Жаксымайского сельского округа.

## Население

### Динамика численности
| Численность населения | Численность населения | Численность населения |
| 1989                  | 1999                  | 2009                  |
| --------------------- | --------------------- | --------------------- |
| 3335                  | ↘2715                 | ↘1940                 |

Снижение численности населения за межпереписной период обусловлена оттоком населения в более крупные населенные пункты.

### Численность населения[3][4][1]
| № | Населённый пункт | Перепись населения 1989 | Перепись населения 1999 | Перепись населения 2009 |
| - | ---------------- | ----------------------- | ----------------------- | ----------------------- |
| 1 | с. Аксай         | 1368                    | 1173                    | 1002                    |
| 2 | с. Шыгырлы       | 834                     | 658                     | 475                     |
| 3 | с. Ащысай        | 285                     | 360                     | 252                     |
| 4 | с. Бирлик        | 477                     | 291                     | 211                     |
| 5 | с. Байганин      | 371                     | 233                     | —                       |
|   | Всего            | 3335                    | 2715                    | 1940                    |